# Tomasz Puzon

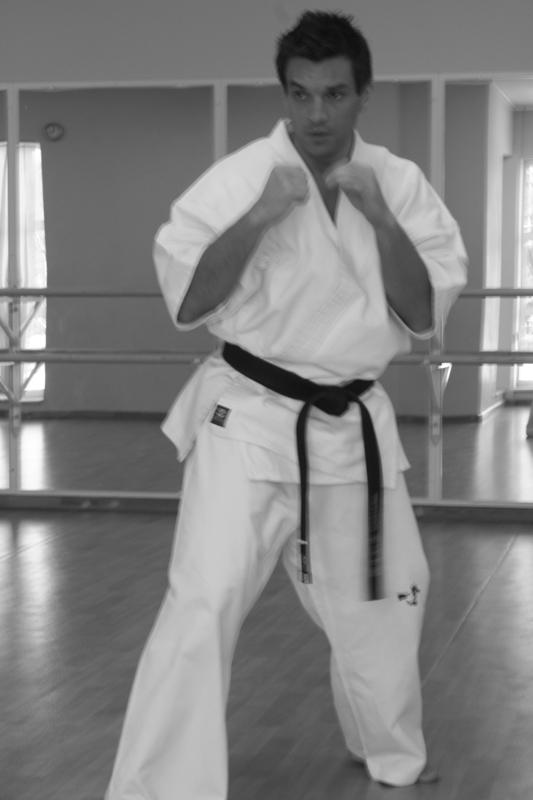
Tomasz Puzon w trakcie treningu, 2011

Tomasz Puzon (ur. 12 sierpnia 1975) – polski karateka stylu kyokushin (4. dan), złoty medalista Światowych Zawodów I.K.O.N. z Osaka Japan, sześciokrotny Międzynarodowy Mistrz Stanów Zjednoczonych w tym trzykrotny Międzynarodowy Mistrz Obu Ameryk Karate Kyokushin. Zdobywca Pucharu Ameryki .Trzykrotny Mistrz Europy, Mistrz Polski oraz Wicemistrz Niemiec.

## Życiorys

### Kariera sportowa
Treningi karate Kyokushin rozpoczął w 1990 pod okiem sensei Czesława Koszyka w Dębickim Klubie Kyokushin Karate. W okresie studiów na Akademii Górniczo-Hutniczej uczęszczał także na treningi do YMCA Kraków. W 1999 wyemigrował do USA, gdzie podjął treningi sztuki walki w Kanku Karate Club Chicago. Jest dziesiciokrotnym medalistą Międzynarodowych Mistrzostw Ameryk Karate, Mistrzem Polski z 2020, Mistrzem Ameryki w kategorii średniej z 2009 i 2011, kategorii półciężkiej z 2019,2022,2023 i 2024, wicemistrzem Ameryk kategorii -90kg z 2005 i wicemistrzem USA z 2020. Wygrał 5th Annual Kyokushin Challenge Karate Tournament w Seattle, na którym spotkali się zawodnicy różnych sztuk walki. Uczestnik prestiżowego turnieju Ring Wars Xtreme Kyokushin w 2009. W 2019 po ośmiu latach nieobecności wraca do sportu i zdobywa pas IFK Kyokushin Americas Cup na Arnold Classic, prestiżowej gali International Arnold Battle of Columbus (ABOC) podczas Martial Arts Festival w USA Columbus Ohio. To wielki, historyczny sukces. Jest pierwszym Polakiem w historii, który zdobył pas IFK Kyokushin International Americas Champion w wadze średniej. Jest sześciokrotnym medalista Mistrzostw Europy,  zdobył 2 złote medale Mistrzostw Europy w 2 kategoriach wagowych na jednym turnieju. 2024 został zaproszony jako jeden z 32 zawodników przez IKO Namakura na Mistrzostwa Świata bez podziału na kategorie wagowe, to  zaproszenie jest ogromnym wyróżnieniem zawodników karate.

#### Osiągnięcia
- 2024: Polish Open IKO Nakamura - Limanowa - 2. miejsce kat +85kg
- 2024: World Open Karate Tournament I.K.O.N. Osaka Japan - zaproszony jako jeden z 32 zawodników z całego świata.
- 2024:  European Championship I.K.O.N. - Białystok  Poland – 1. miejsce w kat.+85kg masters
- 2024: 5th United States International Kyokushin Championship - Battle on the BOARDWALK  w Atlantic City New Jersey USA – 1. miejsce w kat.+85kg
- 2023: Światowe Mistrzostwa I.K.O.N. World Friendship Karate Championships Osaka Japan- 2. miejsce kat masters +85kg
- 2023:  European Championship I.K.O.N. - Białystok  Poland – 1. miejsce w kat.+90kg senior[4]
- 2023:  European Championship I.K.O.N. - Białystok  Poland – 1. miejsce w kat.+85kg masters
- 2023:  International German Kyokushin Championship -  w Sweinfurt  Niemcy – 2. miejsce w kat. Open []
- 2023: 4th United States International Kyokushin Championship - Battle on the BOARDWALK  w Atlantic City New Jersey USA – 1. miejsce w kat.+85kg
- 2022: Światowe Mistrzostwa I.K.O.N. Friendship Karate Championships Osaka Japan- 1. miejsce kat masters +85kg[5]
- 2022: 19th European Open Karate Championships Myślenice Poland – 3. miejsce kat. masters +85kg[6]
- 2022: 3rd United States International Kyokushin Championship Battle on the BOARDWALK  w Atlantic City New Jersey USA – 1. miejsce w kat. open[7]
- 2021: 4th European Weight Kyokushin Karate Championship  w Leżajsk– 2. miejsce kat.+85kg[8]
- 2021: 34 Wagowe Mistrzostwa Europy Karate Kyokushin w Katowice Poland – 3. miejsce kat. masters +85 kg[9]
- 2021: MP Makroregionu Wschodniego Karate Kyokushin w Biała Podlaska– 1. miejsce kat. masters +85 kg[10]
- 2020: XXI Mistrzostwa Polski Seniorów Open Karate Kyokushin w Katowice Poland – 1. miejsce kat. masters +85 kg[11]
- 2020: 2nd United States International Kyokushin Championship - Battle on the BOARDWALK  w Atlantic City New Jersey USA – 2. miejsce w wadze półciężkiej[12]
- 2019: Międzynarodowe Mistrzostwa Ameryk Karate w Rochester New York USA – 1. miejsce w wadze półciężkiej[13]
- 2019: pas IFK Kyokushin International Americas Cup Champion - Arnold Battle of Columbus (ABOC) Columbus Ohio USA – 1. miejsce w wadze średniej
- 2011: Międzynarodowe Mistrzostwa Ameryk Karate w Rochester New York USA – 1. miejsce w wadze średniej[14]
- 2009: Ring Wars Xtreme Kyokushin w Rochester New York USA – 2. miejsce w wadze średniej
- 2009: Międzynarodowe Mistrzostwa Ameryk Karate w Rochester New York USA – 1. miejsce w wadze średniej[15]
- 2008: Międzynarodowe Mistrzostwa Ameryk Karate w Rochester, New York USA – 3. miejsce w wadze średniej[16]
- 2007: Międzynarodowe Mistrzostwa Ameryk Karate w Rochester, New York USA – 3. miejsce w wadze średniej[17]
- 2006: Midwest Tae Kwon Do Invitational w Wisconsin USA – 1. miejsce[18]
- 2006: 5th Annual Kyokushin Challenge Karate Tournament w Seattle, Waszyngton USA – 1. miejsce w wadze średniej[19]
- 2005: Międzynarodowe Mistrzostwa Ameryk Karate w Rochester, New York USA – 2. miejsce w wadze ciężkiej[20]
- 2005: Midwest Tae Kwon Do Invitational w Elgin, Illinois USA – 1. miejsce[18]
- 2004: Open Budo Challenge w No. Attleboro, MA USA – 2.miejsce w wadze średniej[21]

### Kariera medialna
- 2011: TVN: Wystąpił jako gwiazda sportu najdroższego programu TVN-u „Wipeout Wymiatacze”. Tomasz Puzon reprezentował Polskę w turnieju na najbardziej ekstremalnym torze przeszkód na świecie w Buenos Aires. Jedyny taki, który został wybudowany specjalnie na potrzeby programu w Argentynie. To właśnie tam, na lądzie, w wodzie, błocie, powietrzu reprezentował Polskę walcząc o puchar Wipeout Cup. W programie rywalizowały ze sobą 4 drużyny: Polacy, Ukraińcy, Białorusini oraz połączone siły Czechów i Słowaków. Polacy zdobyli puchar Wipeout Cup[22][23][24].
- 2011: TVN Warszawa: Tomasz Puzon zadebiutował w roli prowadzącego Gale Miss Warszawy 2011. Wybory najpiękniejszej Warszawianki odbyły się w Belvedere Residence[25].
- 2011: TVN Turbo: Prowadzący nowy sportowy show „Zakład? Zakład!”[26].
- 2012: Eska TV: „Weekend z Jankesem” odcinek 15[27].
- 2013: PiersiBadacze: uczestnik kampanii „Rak. To się leczy!” – ogólnopolskiej akcji społecznej, która w pozytywny sposób motywuje Polaków do profilaktyki nowotworów. Aplikacja na urządzenia mobilne, której celem jest nauczenie Polek samobadania w oparciu o formułę DOB, czyli Dotyk-Obserwacja-Badanie nagrodzona statuetką Mobile Trends Awards 2013[28].
- 2015: Polsat Celebrity Splash!: Show realizowane było Termach Maltańskich w Poznaniu.
- 2015: TVN: Ugotowani „Sport Star” Special – odcinek 49–52, Sezon 8, Warszawa. Uczestnicy Tomasz Puzon, Ewa Brodnicka, Tomasz Wojda, Aniela Bogusz[29].

## Dyskografia
- 2012: „Pomaganie jest trendy II”: W marcu 2012 ukazał się teledysk do piosenki „Pomaganie jest trendy II” w którym zadebiutował wokalnie u boku światowej sławy piosenkarki z Los Angeles Truth Hurts, w teledysku udział wzięli także Krzysztof Cugowski, Alicja Węgorzewska, Artur Chamski, Gorzki, Magda Femme, Krzysztof Antkowiak, Iga Wyrwał, Michał Milowicz i inni[30].
- 2012: „Shake It”: W listopadzie 2012 Kasia Nova nagrała klip do piosenki „Shake It”. W klipie gościnnie pojawili się Radek Majdan, Tomasz Puzon i Ewa Szabatin u boku światowej sławy piosenkarza Martin „Marty” Cintron z grupy No Mercy[31].
- 2013: „Ty i mój sen”: W maju 2013 powstał klip Sylvia & RobGitarnik.Gościnnie wystąpił Tomasz Puzon.(Muz.Robert Madziarz, sł Sylwia Napora) Wydawca: MY MUSIC[32].
- 2013: „Mistrza nie zatrzymasz – sportowcy dzieciom”: Wizytówka akcji „Mistrza nie zatrzymasz – sportowcy dzieciom” której celem jest pomoc dzieciom szczególnie utalentowanym sportowo, a które z różnych względów nie mogą w pełni rozwijać swoich uzdolnień i pasji. W teledysku występują: Otylia Jędrzejczak, Dariusz Michalczewski, Przemysław Saleta, Tomasz Puzon, Jan Błachowicz, Albert Sosnowski, Jacek Wszoła, Piotr Małachowski, Andrzej Supron, Piotr Reiss, Marcin Urbaś i Filip Lorenc (w roli małego karateki)[33].
- 2020: Artyści vs COVID-19. Piosenka „Matka Ziemia Epidemia” została nagrana online przez ponad 30 artystów. Piosenka pt. „Matka ziemia epidemia” połączyła artystów z różnych stron kraju i świata do wspólnego zaśpiewania jedyną możliwą drogą czyli poprzez internet[34].

## Nagrody i wyróżnienia
- 24 czerwca 2023 roku Sensei Tomasz Puzon brał udział w pierwszej edycji Sztuki Walki Nas Łączą - Budo w Skierniewicach.
- Burmistrz Dębicy Paweł Wolicki wręczył Tomaszowi Puzonowi statuetkę Gryfa oraz list gratulacyjny za promowanie miasta i klubu poza granicami kraju[35].
- Tomasz Puzon otrzymał prestiżową statuetkę „Arnold Battle of Columbus Bruce Lee and Legends of Martial Arts Hall of Honor” którą to zgodnie ze zwyczajem wręczył na specjalnie wydanym bankiecie sam GM Joon P. Choi.Ta nagroda ma na celu uhonorowanie tych artystów sztuk walki, którzy poświęcili swoje życie na propagowanie i zgłębianie Sztuk Walki[3].